# Heracleum xiaojinense
Heracleum xiaojinense là một loài thực vật có hoa trong họ Hoa tán. Loài này được F.T. Pu & X.J. He mô tả khoa học đầu tiên năm 1993.